# Polichno (Pińczów)
Pour les articles homonymes, voir Polichno.
Polichno est une localité polonaise de la gmina de Michałów, située dans le powiat de Pińczów en voïvodie de Sainte-Croix.